# ヘイリー・マクファーランド
ヘイリー・マクファーランド（Hayley McFarland, 1991年3月29日 - ）は、アメリカ合衆国出身の女優である。

## 出演作品
- 死霊館（ナンシー・ペロン）
- MAD MEN
- ライ・トゥ・ミー 嘘の瞬間（エミリー・ライトマン）
- LAW & ORDER:性犯罪特捜班
- ミディアム 霊能者アリソン・デュボア
- 24 -TWENTY FOUR-
- ユナイテッド・ステイツ・オブ・タラ（ペトゥラ）
- WITHOUT A TRACE/FBI 失踪者を追え!
- プッシング・デイジー 恋するパイメーカー
- ER XIV 緊急救命室（カンダス・モーガン）
- クリミナル・マインド FBI行動分析課
- アメリカン・クライム（ジェニー・ライケンス）
- ギルモア・ガールズ